# لانگتانگ، هونان
لانگتانگ، هیونان (به لاتین: Langtang) یک شهرک در جمهوری خلق چین است که در Xinhua County واقع شده‌است. لانگتانگ ۱۲۷٫۷ کیلومتر مربع مساحت و ۵۶٬۰۰۰ نفر جمعیت دارد.